# 山下英利
山下 英利（やました ひでとし、1953年（昭和28年）2月1日 - ）は、日本の政治家。自由民主党所属の元参議院議員（2期）。東京都港区出身。父は元防衛庁長官の山下元利。

## 人物
上智大学経済学部を卒業後、三菱銀行に入行。
2000年、参議院議員の奥村展三が衆議院への鞍替えのため辞職。同年10月22日に行われた滋賀県選挙区補欠選挙に立候補して初当選した。翌2001年7月の第19回参議院議員通常選挙でも再選された。当選後は橋本派に所属。第2次小泉内閣での財務大臣政務官、参議院厚生労働委員長などを歴任。
2007年の第21回参議院議員通常選挙では、当初は優勢と見られたものの、相次ぐ不祥事で自民党に逆風が吹き、民主党新人の徳永久志に敗れた。その後、自民党を離党。
2011年、大津市長の目片信に不満を持つ一部の自民系市議から、大津市長選（2012年1月実施）への出馬要請を受ける。10月に無所属で出馬する意向を明らかにしたが、同年11月20日、目片との保守の一本化を図るため立候補を断念した。
2023年、旭日重光章受章。
滋賀県農業共済組合組合長理事。

## 政策
- 選択的夫婦別姓制度導入に賛成[6]。
- 非喫煙者や未成年者を受動喫煙から守る法律の制定に反対。その理由として「法律でなく社会の仕組として取り組むべき」と回答している[7]。

## 所属していた団体・議員連盟
- 神道政治連盟国会議員懇談会